# Le avventure di Robinson Crusoe (film 1954)
Le avventure di Robinson Crusoe (Las aventuras de Robinson Crusoe) è un film del 1954 diretto da Luis Buñuel.
Il soggetto è tratto dai capitoli dell'omonimo romanzo di Defoe che narrano la vita del naufrago dall'arrivo fino alla partenza dall'isola deserta.

## Trama
La nave su cui viaggia il giovane inglese Robinson Crusoe fa naufragio contro uno scoglio e lui, unico superstite, si salva a nuoto su un'isola sconosciuta. Robinson, grazie a ciò che ha potuto recuperare dal relitto e alla compagnia di un cane e una gatta scampati come lui al naufragio, riesce a conservare abitudini civili e impara a vivere dignitosamente, per molti anni, pur cadendo talvolta in preda a visioni.
Con orrore, dopo anni, scopre che l'isola è frequentata da una tribù di antropofagi che periodicamente vi approdano con le loro canoe per compiere sacrifici umani e cibarsi delle vittime. Stando all'erta, un giorno vede arrivare i selvaggi con due prigionieri e, mentre uno viene legato, l'altro tenta la fuga. Robinson decide di intervenire e, dopo aver ucciso gli inseguitori, ottiene la sottomissione dell'indigeno che chiamerà Venerdì.
In seguito, dopo aver insegnato a Venerdì ad esprimersi nella sua lingua ed aver avuto prova della sua lealtà, gli insegna anche a sparare e i due diventano compagni di caccia. Quando i cannibali tornano sull'isola, Robinson e Venerdì si preparano ad attaccarli con tutte le armi disponibili, ma in quel mentre sopraggiungono delle scialuppe con uomini bianchi armati di fucile che ben presto hanno ragione dei selvaggi. I nuovi arrivati sono una banda di ammutinati venuti per abbandonare sull'isola il capitano della loro nave insieme al fedele nostromo e per far provvista di acqua dolce. Robinson riesce a liberare i prigionieri e, con uno stratagemma, a circondare e disarmare gli ammutinati, ottenendo per sé e per Venerdì di essere portati in Inghilterra.

## Produzione
Le riprese sono state effettuate in Messico nel 1952. In particolare gli esterni sono stati girati a Manzanillo. Per la prima volta Buñuel ha usato una pellicola a colori.

## Riconoscimenti
- 1955 - Premio Oscar
  - Candidatura per il miglior attore protagonista a Dan O'Herlihy